# Tom Manning
Tom Manning est un personnage du comics Hellboy créé par Mike Mignola.

## Biographie fictive
Manning est un agent du gouvernement américain et un bureaucrate typique, qui refuse souvent de croire au paranormal, même quand il sera à la tête du BPRD, le Bureau de Recherche et de Défense sur le Paranormal ! Il y entretient des liens tendus avec Hellboy, qu'il tente en vain de contrôler. Avec le temps, Manning a changé son approche des êtres « surhumains » travaillant avec lui, comme Roger l'homoncule a qui il a donne une promotion et des responsabilités.
Après le départ de Hellboy du bureau, Manning refuse celui du Capitaine Ben Daimio après un accident impliquant Roger et son équipe. Manning change peu à peu sa vison des choses et place aujourd'hui les intérêts de ses agents au-dessus de ceux du bureau.

## Œuvres où le personnage apparaît

### Cinéma
- Hellboy (Guillermo del Toro, 2004) joué par Jeffrey Tambor (VF : Jean-Luc Kayser)

Dans le film, le personnage est vraiment axé sur l'aspect bureaucrate de Manning et sur son aversion relative pour Hellboy. Il semble ne rien connaître au paranormal. Il changera d'avis sur Hellboy lorsqu'il lui sauvera la vie.
- Hellboy II : Les Légions d'or maudites (Hellboy II: The Golden Army, Guillermo del Toro, 2008)  joué par Jeffrey Tambor (VF : Jean-Luc Kayser)

Manning reproche à Hellboy d'avoir fait sauter sa couverture et d'avoir attiré le public sur le BPRD. Le gouvernement envoie alors Johann Kraus pour superviser Hellboy.

### OAV
- Hellboy : De Sang et de fer (Hellboy Animated: Blood & Iron, Tad Stone, 2007)

Le personnage apparaît brièvement, avec la voix originale de Jim Cummings.